# Rhyacophila singularis
Rhyacophila singularis är en nattsländeart som beskrevs av Lazar Botosaneanu 1970. Rhyacophila singularis ingår i släktet Rhyacophila och familjen rovnattsländor. Inga underarter finns listade i Catalogue of Life.